# Sing Chong building

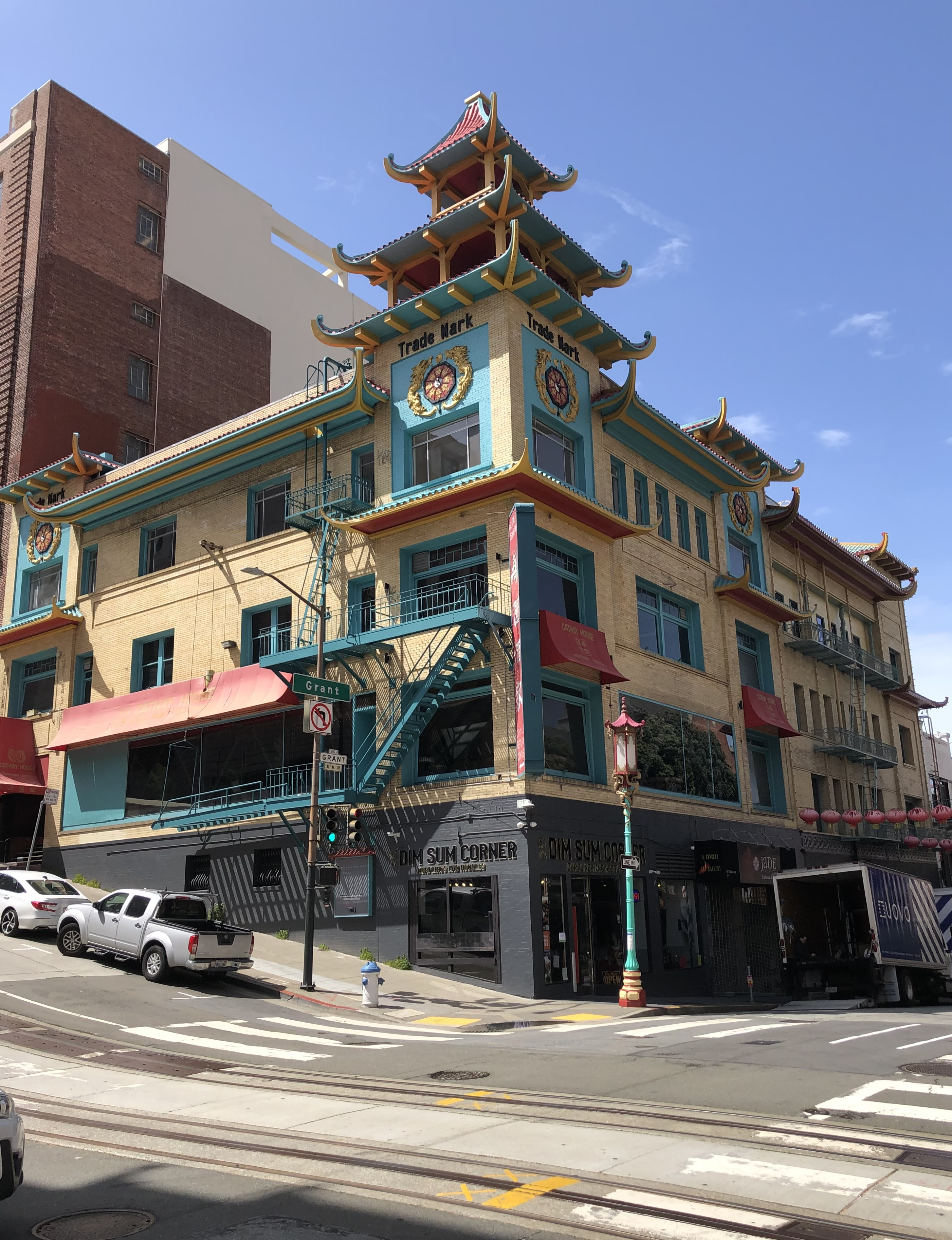
Sing Chong Building, 2023

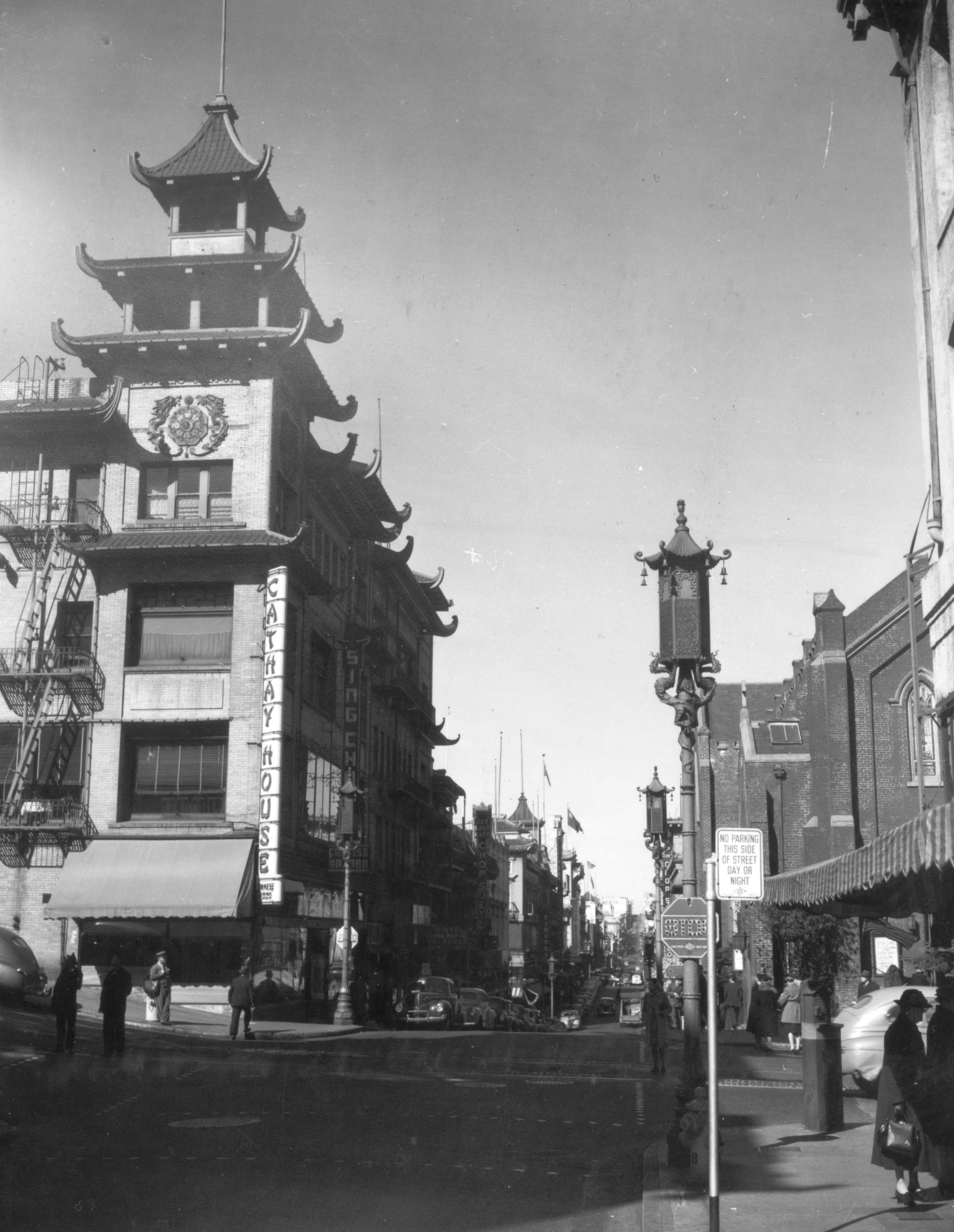
1945

Das Sing Chong building, auch Trade Mark building, ist ein Gebäude in San Francisco, Kalifornien und gilt als eines der Wahrzeichen des Stadtteils Chinatown.

## Lage
Das Haus befindet sich auf der Westseite der Grant Avenue in einer Ecklage zur California Street im Stadtteil Chinatown San Franciscos an der Adresse 601 Grant Avenue. Östlich, auf der gegenüberliegenden Straßenseite befindet sich die Old St. Mary’s Cathedral.

## Architektur und Geschichte
Das Sing Chong Building wurde 1907 errichtet und war eines der ersten nach den Zerstörungen des Erdbebens von San Francisco im Jahr 1906 erbauten Gebäude. Das im chinesischen Pagodenstil errichtete Gebäude war eine Reaktion des chinesischen Händlers Look Tin Eli auf Versuche der Stadtverwaltung das als störend empfundene Chinatown an anderer Stelle, weiter ab vom Stadtzentrum, wieder aufzubauen. Geplant und gebaut wurde das Haus durch die nicht chinesischstämmige Firma Ross & Burgren. Elemente traditioneller chinesische Architektur wurden mit modernen kommerziellen Anforderungen kombiniert, was insbesondere die Anordnung der Fenster betrifft. Das Sing Chong building hat einen gestalterischen Zwilling, das Sing Fat building. Der Bau zielte bereits auf eine touristische Nutzung ab. Das Haus diente als Sing Chong Bazaar in dem mit kleinen Souvenirs bis hin zu historischen Antiquitäten gehandelt wurde.
1942, nach anderen Angaben 1939, wurde es zu einem Cathay House Restaurant umgenutzt, in dem traditionelle chinesische Küche serviert wurde. Im Frühjahr 2018 schloss das Restaurant, nach dem der Wirt in Ruhestand ging.